# Deutsches Meisterschaftsrudern 1984
Das 95. Deutsche Meisterschaftsrudern wurde 1984 in Ratzeburg ausgetragen. Neu im Wettkampfprogramm waren der Doppelvierer der Männer sowie der Leichtgewichts-Einer der Frauen. Somit wurden insgesamt Medaillen in 20 Bootsklassen vergeben, davon 14 bei den Männern und 6 bei den Frauen.

## Medaillengewinner

### Männer
| Bootsklasse                           | Gold | Silber | Bronze |
| ------------------------------------- | --- | --- | --- |
| Einer                                 | Peter-Michael Kolbe (Alster-RV Hanseat) | Peter Saborowsky (Der Hamburger und Germania RC) | Thomas Brückner (RV Rauxel) |
| Doppelzweier                          | Rgm. RV Rhenania Germersheim / RG Eberbach 1899 Georg Agrikola Andreas Schmelz | Münchener RC von 1880 Jens Müller Christian Kössl | Bremer RV von 1882 Lars Reichel Dag Reichel |
| Zweier ohne Steuermann                | RC Witten Volker Grabow Guido Grabow | Osnabrücker RV Axel Wöstmann Thomas Möllenkamp | Würzburger RG Bayern Michael Twittmann Frank Dietrich |
| Zweier mit Steuermann                 | Würzburger RG Bayern Hermann Greß Dieter Göpfert Rudolf Ziegler (Stm.) | ETuF Essen Wolfgang Popp Manfred Mendla Guido Groß (Stm.) | Rüsselsheimer RK 08 Gerhard Darnieder Harald Blum Thomas Alt (Stm.) |
| Doppelvierer                          | Rgm. RV Ingelheim 1920 / Ulmer RC Donau Albert Hedderich Raimund Hörmann Dieter Wiedenmann Michael Dürsch | Rgm. IGOR Offenbach / Mannheimer RG Rheinau / Ludwigshafener RV von 1878 / Binger RG Frank Schäfer Volker Franz Francisco Marban Jürgen Jahn | Rgm. Straubinger RC / RC Lindau / RG München 1972 Rainer Kramer Bernd Bannasch Thomas Schröpfer Alfred Brandl |
| Vierer ohne Steuermann                | Rgm. RC Hansa von 1898 / RC Witten Norbert Keßlau Volker Grabow Jörg Puttlitz Guido Grabow | Rgm. RV Hellas-Titania Berlin / RC Tegel 1886 / Berliner RK Brandenburgia / Berliner RC Wolfram Jakszt Thorsten Jüterbock Jörg Beyer Dirk Körner | Rgm. Berliner RC / Hannoverscher RC von 1880 Golo Geißler Carsten Wiemann Gert Schmidt Sven Hoog |
| Vierer mit Steuermann                 | Rgm. Berliner RK Brandenburgia / Bonner RG / Mainzer RV von 1878 / RC Tegel 1886 / Hannoverscher RC von 1880 Georg Konermann Heribert Karches Wolfram Thiem Wolfgang Maennig Manfred Klein (Stm.)                                                                      | Rgm. RC Nassovia Höchst / Frankfurter RG Borussia Matthias Potthoff Andreas Günther Matthias Schnöll Martin Frühauf Justus von Hopffgarten (Stm.) | RV Weser Hameln Kai Pinninghoff Ralf Panknin Norbert Schulz Thomas Jedamski Sigmar Thomas (Stm.) |
| Achter                                | Rgm. RC Hansa von 1898 / RC Witten / RG Benrath / RV Blankenstein / TV 1877 Essen-Kupferdreh Norbert Keßlau Armin Eichholz Achim Westphal Volker Grabow Stefan Scholz Guido Grabow Jörg Puttlitz Holger Piontek Harald Sudkamp (Stm.)                                  | Rgm. Hannoverscher RC von 1880 / RK am Baldeneysee / Mindener RV / RG München 1972 / RR Uni Karlsruhe / Karlsruher RV Wiking / RG Benrath / Osnabrücker RV Andreas Bode Georg Bauer Jörg Raabe Ralf Thienel Tilman Probst Ingo Metzger Ingo Wieneke Christoph Weichsler-Fricke Torsten Bremer (Stm.) | Rgm. Hannoverscher RC von 1880 / Mainzer RV von 1878 / Berliner RK Brandenburgia / Bonner RG / Osnabrücker RV / TuS Bramsche / RC Tegel 1886 Wolfgang Maennig Wolfram Thiem Heribert Karches Georg Konermann Andreas Schütte Christoph Enz Werner Raabe Thomas Möllenkamp Manfred Klein (Stm.) |
| Leichtgewichts-Einer                  | Christian-Georg Warlich (RV Blankenstein) | Gerd Naujoks (RV Hoya von 1926) | Bernd Fleischmann (RC Karlstadt) |
| Leichtgewichts-Doppelzweier           | Rgm. Kölner RV von 1877 / Würzburger RV von 1875 Hartmut Schäfer Roland Ehrenfels | Rgm. RC Undine Radolfzell / Tübinger RV Fidelia Thomas Jäckel Wolfgang Birkner | RC Traben-Trarbach 1881 Holger Hill Peter Müller |
| Leichtgewichts-Zweier ohne Steuermann | Rgm. Karlsruher RV Wiking / Tübinger RV Fidelia Uwe Bender Herbert Rapp | Der Hamburger und Germania RC Hartmut Grubel Ralf Reiber | RV Waltrop Thomas Bartel Thomas Benthaus |
| Leichtgewichts-Doppelvierer           | Rgm. Kölner RV von 1877 / Würzburger RV von 1875 / RC Undine Radolfzell / Tübinger RV Fidelia Hartmut Schäfer Roland Ehrenfels Thomas Jäckel Wolfgang Birkner | Rgm. RK am Wannsee / ARC Würzburg Frank Adameit Olaf Srauß Edgar Werner Klaus Pfuhl | Rgm. RG München 1972 / Münchener RC von 1880 / IGOR Offenbach Bernhard Kößlinger Roland Dern Felix Schmitt Ralf Stapelfeld |
| Leichtgewichts-Vierer ohne Steuermann | Rgm. RC Nassovia Höchst / Mainzer RG 1898 Udo Hennig Stefan Ehrhard Detlef Glitsch Andreas Hobler | Rgm. RK am Baldeneysee / TV 1877 Essen-Kupferdreh Thomas Rüth Ansgar Wessling Henning Schädla Frank Rogall | Siegburger RV 1910 Wolfgang Stöcker Günter Raderschadt Arnd Wellershaus Erik Ring |
| Leichtgewichts-Achter                 | Rgm. RG Hansa Hamburg / Bremer RV von 1882 / Der Hamburger und Germania RC / RV Wandsbek / WSV Meppen / RC Favorite Hammonia Sebastian Franke Gerd Meyer Hartmut Grubel Andreas Scharenberg Raimund Kruse Alwin Otten Ralf Reiber Claus Niebelschütz Jörn Ehmke (Stm.) | Rgm. Berliner RC / Rvg. 1878 Berlin / ARC Rhenus Bonn / Hannoverscher RC von 1880 / Neusser RV Mathias Sprenger Martin Weiß Tilo Wemhöner Manfred Jacobs Christian Stoffels Till Heyer-Stuffer Christian Bollwein Jürgen Neubert Peter Müller (Stm.)                                                 | Rgm.RC Nassovia Höchst / Mainzer RG 1898 / RG München 1972 / Tübinger RV Fidelia / Karlsruher RV Wiking / Würzburger RG Bayern Rüdiger Dingeldey Herbert Rapp Udo Hennig Stefan Ehrhard Detlef Glitsch Andreas Hobler Uwe Bender Peter Hadamek Rudolf Ziegler (Stm.)                           |

### Frauen
| Bootsklasse                 | Gold | Silber | Bronze |
| --------------------------- | --- | --- | --- |
| Einer                       | Thea Thiem-Gröll (Hannoverscher RC von 1880) | Alrun Urbach (RV an den Teichwiesen) | Uta Kutz (Erster Kieler RC von 1862) |
| Doppelzweier                | Rgm. RK am Wannsee / Kölner RV von 1877 Ute Kumitz Sabine Reuter | Rgm. RC Westfalen Herdecke / Hamburger RC von 1925 Sonja Petri Bärbel Reichmann | Rgm. Rüsselsheimer RK 08 / RV Ingelheim 1920 Ulrike Kirsch Maria Dürsch |
| Zweier ohne Steuerfrau      | Rgm. SV Polizei Hamburg / RV Münster Ellen Becker Iris Völkner | RV Saar Undine Angelika Beblo Elke Riesenkönig | Rgm. Karlsruher RV Wiking / RC Zellingen Elisabeth Reis Michaela Schemmerer |
| Doppelvierer mit Steuerfrau | Rgm. RK am Wannsee / Kölner RV von 1877 / RC Hansa von 1898 / Karlsruher RV Wiking / Frauen-RC Wannsee Anne Dickmann Regina Kleine-Kuhlmann Ursula Brauch Ute Kumitz Kathrien Plückhahn (Stf.) | Rgm. RV an den Teichwiesen / Hannoverscher RC von 1880 / RC Westfalen Herdecke / Heilbronner RG Schwaben Bärbel Reichmann Thea Thiem-Gröll Alrun Urbach Sonja Petri Heidrun Barth-Steiniger (Stf.) | Rgm. Hamburger RC von 1925 / RV an den Teichwiesen Martina Müller Adelheid Urbach Swantje Gottesleben Petra Erich Stefanie Schmidt (Stf.)                                                   |
| Vierer mit Steuerfrau       | Rgm. RV Saar Undine / Dormagener RG Bayer / Frankfurter RG Germania / Heilbronner RG Schwaben Heike Neu Sabine Hinkelmann Kerstin Rehders Angelika Beblo Heidrun Barth-Steiniger (Stf.)        | Rgm. RV Saar Undine / Frauen-RV Freiweg Frankfurt / RG Zellingen / Karlsruher RV Wiking Elke Riesenkönig Klaudia Hornung Elisabeth Reis Michaela Schemmerer Anja Schmitt (Stf.)                    | Rgm. Bremerhavener RV von 1889 / RC Hansa von 1898 / RC Hamm / Deutscher RC von 1884 / RC Tegel 1886 Elke Markwort Cerstin Petersmann Ivika Rühling Meike Holländer Karen Birkhölzer (Stf.) |
| Leichtgewichts-Einer        | Evelyn Herwegh (Frauen-RV Freiweg Frankfurt) | Claudia Engels (Heidelberger RK 1872) | Andrea Lehmen (RV Zell von 1921) |